# El único testigo
El único testigo es la decimoséptima novela de la serie Aprendiz de Jedi, basada en el universo de Star Wars, y está escrita por Jude Watson. Fue publicada por Scholastic Press en inglés (febrero de 2002) y por Alberto Santos Editor en español.

## Argumento
Una familia de asesinos controla un planeta y una testigo de la familia quiere testificar; sus únicas condiciones son protección de la Orden Jedi. Obi-Wan Kenobi, ahora más mayor, y su maestro, sospechan que la testigo oculta algo.